# دوماغوي فيدا
دوماغوي فيدا (بالكرواتية: Domagoj Vida) (مواليد 29 أبريل 1989 في أوسييك، جمهورية يوغسلافيا الاشتراكية الاتحادية) لاعب كرة قدم كرواتي يجيد اللعب في مركز قلب الدفاع والظهير الأيمن ويلعب حاليا في آيك اثينا اليوناني منذ 2022.